# Вотинцев, Юрий Всеволодович
Ю́рий Все́володович Во́тинцев (23 октября 1919 — 29 ноября 2005) — советский военачальник, участник Великой Отечественной войны, Герой Социалистического Труда (17.02.1984). Генерал-полковник артиллерии (25.04.1975). Первый командующий войсками противоракетной и противокосмической обороны (1967—1986).

## Биография
Родился 23 октября 1919 в Ташкенте. Отец — Всеволод Вотинцев, председатель Ташкентского совета, председатель ЦИК Советов Туркестанской Советской республики, в январе 1919 года погиб в числе 14 Туркестанских комиссаров.
После его гибели жена — Вотинцева (Щеглова) Анастасия Александровна, из-за угроз и попыток покушения, была вынуждена выехать из Ташкента в Петроград. Там окончил школу в 1936 году.
В Красной Армии с сентября 1936 года. Поступил в 1-е Ленинградское артиллерийское училище имени Красного Октября, затем переведён в Сумское высшее артиллерийское командное училище, в 1938 году окончил его. В 1938 году — командир курсантского взвода Тбилисского горно-артиллерийского училища имени 26 Бакинских Комиссаров, в 1940 году был назначен на должность помощника командира батареи, затем был преподавателем в этом училище. Член ВКП(б) с 1940 года.
С начала Великой Отечественной войны писал несколько рапортов об отправке на фронт, но вместо фронта в июле 1941 года был направлен готовить кадры артиллеристов в формирующееся 2-е Пензенское артиллерийско-миномётное училище, там более года был командиром батареи и преподавателем. Отлично исполнял свои обязанности, за что был награждён орденом «Знак Почёта».
В ноябре 1942 года направлен командиром дивизиона 120-мм миномётов в 295-й миномётный полк Московского военного округа, который формировался в Рыбинске. В марте 1943 года во главе этого дивизиона прибыл в действующую армию. Воевал в составе 71-й гвардейской стрелковой и 90-й гвардейской стрелковой дивизий 6-й гвардейской армии на Воронежском фронте, Прибалтийского фронта, 2-го Прибалтийского фронта, 1-го Прибалтийского фронта. Через несколько месяцев командования дивизионом, с августе 1943 года стал заместителем командира — начальником штаба 295-го миномётного полка, в феврале 1944 года — заместителем командира 151-го гвардейского артиллерийского полка, начальником штаба дивизионной артиллерии, начальником артиллерии 90-й гвардейской стрелковой дивизии. Участвовал в Курской битве, локальных наступательных боях на невельском направлении осенью 1943 года, Белорусской и Прибалтийской наступательных операциях.
Получил тяжёлую контузию в декабре 1944, был отправлен в госпиталь. После излечения возвращён для продолжения службы в Пензенском артиллерийско-миномётном училище в Пензе, а вскоре после Победы летом 1945 года отправлен на учебу в академию.
Учился в Военной академии РККА имени М. В. Фрунзе, окончил её в 1947 году с золотой медалью. После окончания академии назначен начальником оперативного отделения штаба артиллерии 5-й армии (управление армии в г. Спасск-Дальний, Приморский край). В июне-июле 1950 года вместе с генералом В. В. Турантаевым находился в срочной правительственной командировке в КНДР сразу после начала Корейской войны, имея задачу выяснения на месте истинного положения дел и информирования о них советского военного командования. 
В октябре 1953 года полковник Вотинцев назначен на должность начальника артиллерии 2-й танковой армии Дальневосточного ВО (управление в с. Камень-Рыболов).
В 1955 году с золотой медалью окончил Высшую военную академию имени К. Е. Ворошилова. После её окончания направлен в Войска ПВО страны на должность заместителя командующего 1-й армии ПВО особого назначения по боевой подготовке. С мая 1959 года — командир Туркестанского отдельного корпуса ПВО (с 1960 — 30-й отдельный корпус ПВО). С мая 1963 года — командующий созданной на базе этого корпуса 12-й отдельной армией ПВО (управление в г. Ташкент). В эти годы с 1961 года являлся членом ЦК Компарии Казахстана и депутатом Верховного Совета Узбекской ССР.
В мае 1967 года Вотинцев назначен на должность первого командующего создаваемых Войск противоракетной и противокосмической обороны Войск ПВО страны. В этом же году он стал членом Военного совета войск ПВО и председателем Межведомственной комиссии по рассмотрению эскизных проектов и совместных испытаний. 
Указом Президиума Верховного Совета СССР от 17 февраля 1984 года за выдающиеся заслуги в укреплении оборонного могущества СССР Вотинцеву присвоено звание Героя Социалистического Труда.
В августе 1986 года уволен в отставку.
В отставке — председатель Совета ветеранов Октябрьского района г. Москвы).
Умер 29 ноября 2005 года в Москве. Похоронен на Митинском кладбище.

## Награды
- Герой Социалистического Труда (17.02.1984)
- Два ордена Ленина (21.02.1978, 17.02.1984)
- Четыре ордена Красного Знамени (26.08.1943[2], 1956, 1967, 21.02.1974)
- Орден Александра Невского (20.02.1944)[3]
- Два ордена Отечественной войны I степени (15.02.1944[4], 11.03.1985)
- Орден Красной Звезды
- Орден «Знак Почёта» (15.06.1942, за отличную организацию учебного процесса и заслуги в подготовке офицерских кадров для фронта)
- Медаль Жукова
- Медаль «За боевые заслуги»
- Медаль «В ознаменование 100-летия со дня рождения Владимира Ильича Ленина»
- Медаль «За победу над Германией в Великой Отечественной войне 1941—1945 гг.»
- Медаль «20 лет Победы в Великой Отечественной войне 1941—1945 гг.»
- Медаль «30 лет Победы в Великой Отечественной войне 1941—1945 гг.»
- Медаль «40 лет Победы в Великой Отечественной войне 1941—1945 гг.»
- Медаль «50 лет Победы в Великой Отечественной войне 1941—1945 гг.»
- Медаль «60 лет Победы в Великой Отечественной войне 1941—1945 гг.»
- Медаль «В память 850-летия Москвы»
- Медаль «Ветеран Вооружённых Сил СССР»
- Медаль «За укрепление боевого содружества»
- Медаль «За освоение целинных земель»
- Медаль «30 лет Советской Армии и Флота»
- Медаль «40 лет Вооружённых Сил СССР»
- Медаль «50 лет Вооружённых Сил СССР»
- Медаль «60 лет Вооружённых Сил СССР»
- Медаль «70 лет Вооружённых Сил СССР»
- Медаль «За безупречную службу» I степени

Иностранные награды
- Медаль «100 лет Освобождения Болгарии от османского рабства» (Болгария, 1979)
- Медаль «1300 лет Болгарии» (Болгария, 29.03.1982)
- Медаль «За боевое содружество» I степени (Венгрия, 20.06.1980)
- Медаль «Военная доблесть» (Румыния, 31.05.1985)
- Медаль «За укрепление дружбы по оружию» I степени (ЧССР, 20.03.1970)

## Воинские звания
- лейтенант (октябрь 1938);
- старший лейтенант (январь 1941);
- капитан (август 1943);
- майор (февраль 1944);
- подполковник (1948);
- полковник (1952);
- генерал-майор артиллерии (18.02.1958);
- генерал-лейтенант артиллерии (22.02.1963);
- генерал-полковник артиллерии (25.04.1975).

## Сочинения
- Вотинцев В. Ю. Неизвестные войска исчезнувшей сверхдержавы // Военно-исторический журнал : журнал. — 1993. — № 8—11.
- Вотинцев В. Ю. Засекреченные войска. // Войска ПВО страны: вспоминают ветераны… — М.: АВИАРУС-XXI, 2005.
- Краткие автобиографические заметки Ю. В. Вотинцева в сборнике «Зона ответственности — ракетно-космическая оборона страны» (М., 2019). Архивная копия от 24 апреля 2021 на Wayback Machine
- Вотинцев В. Ю. ЦККП — классический пример объединения науки и практики. // Смотрим в космические дали (К 40-летию ЦККП). — М.: АвиаРус-XXI, 2005. — 221 с.; ISBN 5-901453-12-3.

## Память
- В городе Кубинка именем Ю. В. Вотинцева названа одна из улиц (2001).